# Blossia aegyptica
Blossia aegyptica es una especie de arácnido  del orden Solifugae de la familia Daesiidae.

## Distribución geográfica
Se encuentra en Egipto y en Israel.